# Caernarfonshire

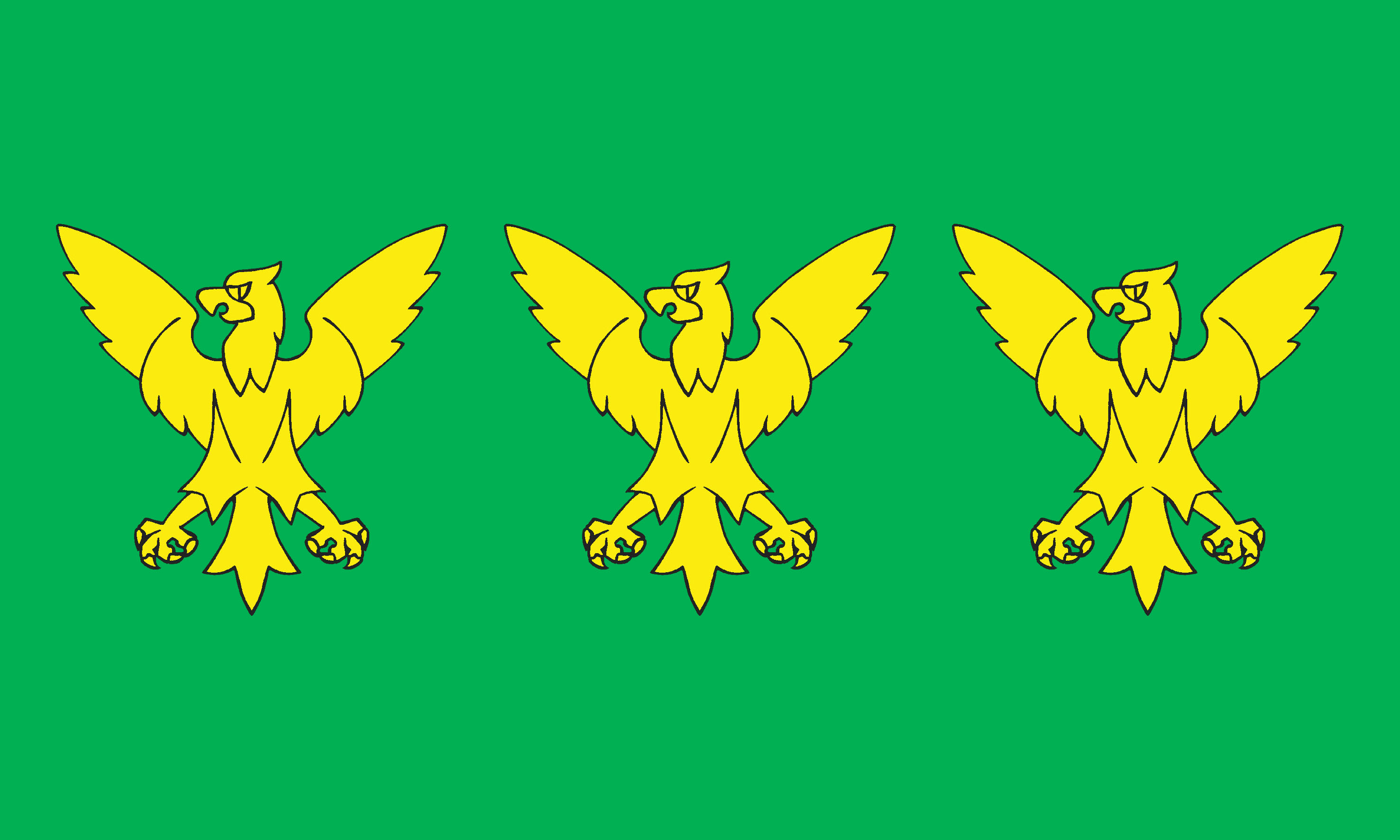
Vlag van Caernarfonshire

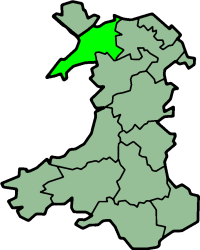
Ligging van het voormalige Caernarfonshire in Wales

Caernarfonshire (Welsh: Sir Gaernarfon) is een van de 13 historische graafschappen van Wales. Het is nu een onderdeel van het graafschap Gwynedd.
Het graafschap was in het noorden begrensd door de Ierse Zee, in het oosten door het historische graafschap Denbighshire waarvan de actuele grenzen niet meer overeenkomen, in het zuiden door Merionethshire en de Cardigan Bay, in het westen door Caernarfon Bay en de Menai Straat die het gebied scheidt van Anglesey.
Een gedeelte van het gebied maakt deel uit van het nationaal park Snowdonia dat anderzijds ook deel uitmaakt van aangrenzende graafschappen. Ook de hoogste berg van Wales, Snowdon lag in dit graafschap.